# Lecionário 26
O Lecionário 26 (designado pela sigla ℓ 26 na classificação de Gregory-Aland) é um antigo manuscrito do Novo Testamento, paleograficamente datado do Século XIII d.C.[a]
Este codex contém lições dos evangelhos de Mateus e Lucas (conhecido como Evangelistarium), mas com lacunas. O manuscrito é Palimpsesto.[a] Foi escrito em grego, e actualmente se encontra na Biblioteca Bodleiana.